# Jan Kammann
Jan Kammann (* 1979 in Bremen) ist ein deutscher Lehrer, Buchautor und Weltreisender.
Kammann arbeitet als Lehrer für Englisch und Erdkunde an der Europaschule Gymnasium Hamm in Hamburg. Dort unterrichtete er eine Internationale Vorbereitungsklasse mit Schülern, welche aus 22 Ländern stammten. 2016 nahm er sich ein Sabbatjahr, um 14 dieser Länder zu bereisen. Darunter waren Armenien, Polen, Kuba, Kolumbien, Nicaragua, Kosovo, Iran, Ghana, Südkorea und Russland. Von dieser Reise berichtet er in seinem ersten Buch, das kurz nach seinem Erscheinen Anfang September 2018 auf Platz 8 der Bestsellerliste Top 25 Paperback des Börsenblatts und auf Platz 12 der Paperback-Bestsellerliste des Magazins Spiegel platziert war und auf große Resonanz in den deutschen Medien stieß.

## Veröffentlichung
- Jan Kamman: Ein deutsches Klassenzimmer: 30 Schüler, 22 Nationen und ein Lehrer auf Weltreise. Malik, München 2018, ISBN 978-3-89029-500-8.